# Csandmani-Öndör járás
Csandmani-Öndör járás (mongol nyelven: Чандмань-Өндөр сум) Mongólia Hövszgöl tartományának egyik járása. Területe 4500 km². Népessége kb. 3200 fő.
Székhelye Höhő (Хөхөө), mely 138 km-re fekszik Mörön tartományi székhelytől.